# Neszebar
Neszebar (Несебър) város Bulgáriában, a Fekete-tenger partján, az ókori Mesembria (görögül: Μεσημβρια, Meszémbria) helyén. A város műemlékekben gazdag ókori részét, amely egy félszigeten helyezkedik el, az UNESCO 1983-ban felvette a világörökség listájára.

## Története
A város helyén a Kr. e. 2. évezredben alapított trák Menebria település állt. Sztrabón szerint a város neve az alapító Menész + a várost jelentő trák bria szó összetételéből keletkezett. Menebriát megarai dór telepesek foglalták el a Kr. e. 6. század elején. Fontos központja volt a trákokkal folytatott közvetítő kereskedelemnek; hajói bejárták a Fekete-tengert és a Földközi-tengert, Egyiptomba is eljutottak. A városban a Kr. e. 5. századtól bronz és ezüst pénzérmeket vertek, a Kr. e. 3. századtól pedig aranypénzeket is.
Kr. e. 71-ben a város római uralom alá került, de megtarthatta kiváltságait, többek között a pénzverés jogát. A bizánci birodalomban 680-tól kezdve püspöki székhely volt. Birtoklásáért a bizánciak és a bolgárok több harcot vívtak. A második bolgár birodalom idején Iván Sándor cár alatt élénk fejlődésnek indult, ekkoriban 40 temploma volt. 1366-ban a VI. Amadeus szavojai gróf által vezetett keresztes lovagok hódították meg és visszaadták Bizáncnak.
A török uralom kezdete 1453-ban a város hanyatlásának kezdete is volt: az elnéptelenedett, kipusztított partvidéken ugyan még mindig kiváltságos helyzete volt, de ez már nem jelentett sokat. Az 1828-29-es orosz török háborúban az orosz hadsereg a tengerről ágyúzta a várost.
Miután Bulgária 1878-ban felszabadult a török uralom alól, Neszebar a Törökország fennhatósága alatt álló autonóm Kelet-Rumélia tartományhoz tartozott, majd 1885-ben került vissza a Bolgár Fejedelemséghez.
A 19. század végén Neszebar jelentéktelen halász- és szőlésztelepülés volt, a 20. század elején azonban tengeri üdülőhelyként ismét fejlődésnek indult. Ekkor épült az új városrész és restaurálták a történelmi óvárost.
Az óvárosi részben ma már nem lehet építkezni, telket vásárolni szintén nem lehet, legfeljebb örökölni. A buszpályaudvar után már csak az ott lakók hajthatnak be autójukkal.

## Látnivalók
| Kép | Leírás                                                                                           |
| --- | ------------------------------------------------------------------------------------------------ |
|     | A félsziget bejáratánál levő, török korban épített szélmalom                                     |
|     | A 13-14. században épített Mindenható Krisztus-templom                                           |
|     | A 4-5. századból származó bizánci kapubástyák                                                    |
|     | Eleuszi Szűz Mária templomának romjai az 5-6. századból                                          |
|     | A régi püspöki, más néven Szent Zsófia-templom                                                   |
|     | A Keresztelő Szent János-templom a 10-11. századból                                              |
|     | A Szent István-templom, az új püspöki templom, építési ideje vitatott: 10-11. vagy 12-13. század |
|     | A 12-14. században emelt Pantokrátor-templom                                                     |
|     | A Mihály- és Gábriel arkangyal-templom, amely a 12-14. században épült                           |
|     | A 14. századi Aleiturgétosz (fel nem szentelt) Szent János-templom                               |
|     | Megváltó-templom, 17. század                                                                     |
|     | Szent Paraszkeva-templom                                                                         |
|     | Szent Tódor-templom                                                                              |

## Külső hivatkozások
- Neszebar a világörökség honlapján
- Képek
- A neszebari városi tanács honlapja
- Az ókori Neszebar
- Neszebar látnivalói[halott link]
- Neszebar.lap.hu - linkgyűjtemény